# NGC 655
NGC 655 è una galassia lenticolare situata nella costellazione della Balena, a una distanza di circa 406 milioni di anni luce dalla nostra Via Lattea.

## Scoperta
NGC 655 è stata scoperta il 12 dicembre 1885 dall'astronomo statunitense Ormond Stone.

## Descrizione
Data la sua luminosità superficiale pari a 14,25, NGC 655 può essere classificata come una galassia a bassa luminosità superficiale (nella letteratura in lingua inglese abbreviata in LSB, acronimo di Low Surface Brightness). Le galassie LSB sono galassie di tipo diffuso (D) con una luminosità superficiale inferiore di almeno una magnitudine a quella del cielo notturno circostante.

## Supernova
Il 6 giugno 2010, all'interno di NGC 655 è stata scoperta la supernova SN 2010ec da parte di un gruppo di astronomi impegnati nel programma di ricerca di supernove CHASE (CHilean Automatic Supernova sEarch) dell'Università del Cile. La supernova è stata classificata di tipo Ia.